# نوروسپورن
نوروسپورن(به انگلیسی: Neurosporene) یک رنگدانه کاروتنوئیدی است. این ماده یک واسطه در بیوسنتز لیکوپن و انواع کاروتنوئیدهای باکتریایی است.